# Free Spirit (Espiritu Libre)
Free Spirit (Espiritu Libre) è un album di Mongo Santamaría, pubblicato dalla Tropical Budda Records nel 1985.

## Tracce
Lato A
1. Mañana Wilson – 5:14 (Marty Sheller)
2. Tish – 4:54 (Marty Sheller)
3. Zimbabwe – 6:05 (Sam Furnace)
4. Con Hache – 3:51 (Bobby Sanabria)

Lato B
1. Power Struggle – 4:48 (Tony Hinson)
2. Tracey – 4:09 (Marty Sheller)
3. Espiritu libre – 6:10 (Eddie J. Allen)
4. You Are On My Mind – 5:15 (Bob Quaranta)

## Musicisti
- Mongo Santamaría - congas, percussioni
- Tony Hinson - flauto, sassofono soprano, sassofono tenore
- Sam Furnace - flauto, sassofono alto, sassofono baritono
- Eddie J. Allen - tromba, flugelhorn
- Bob Quaranta - pianoforte, tastiere
- Eddie Resto - basso
- Bobby Sanabria - batteria
- Pablo Rosario - bongos
- Marty Sheller - conduttore musicale